# Lista de municípios de Mato Grosso do Sul por PIB per capita (2010)
Este anexo contém uma lista de Produto Interno Bruto per capta (PIB pib per capta) municipais de Mato Grosso do Sul. A lista é ocupada pelos municípios sul-mato-grossenses em relação ao Produto Interno Bruto per capta (PIB per capta) a preços correntes em 2010, segundo o Instituto Brasileiro de Geografia e Estatística (IBGE).  O Mato Grosso do Sul é um das 27 unidades federativas do Brasil dividido em 78 municípios. Os maiores pibs per capta são os de Chapadão do Sul (34 715,60 reais), Corumbá (31 305,95 reais) e São Gabriel do Oeste (28 125,33 reais). Abaixo a relação de todos os Pibs per capta municipais de Mato Grosso do Sul:

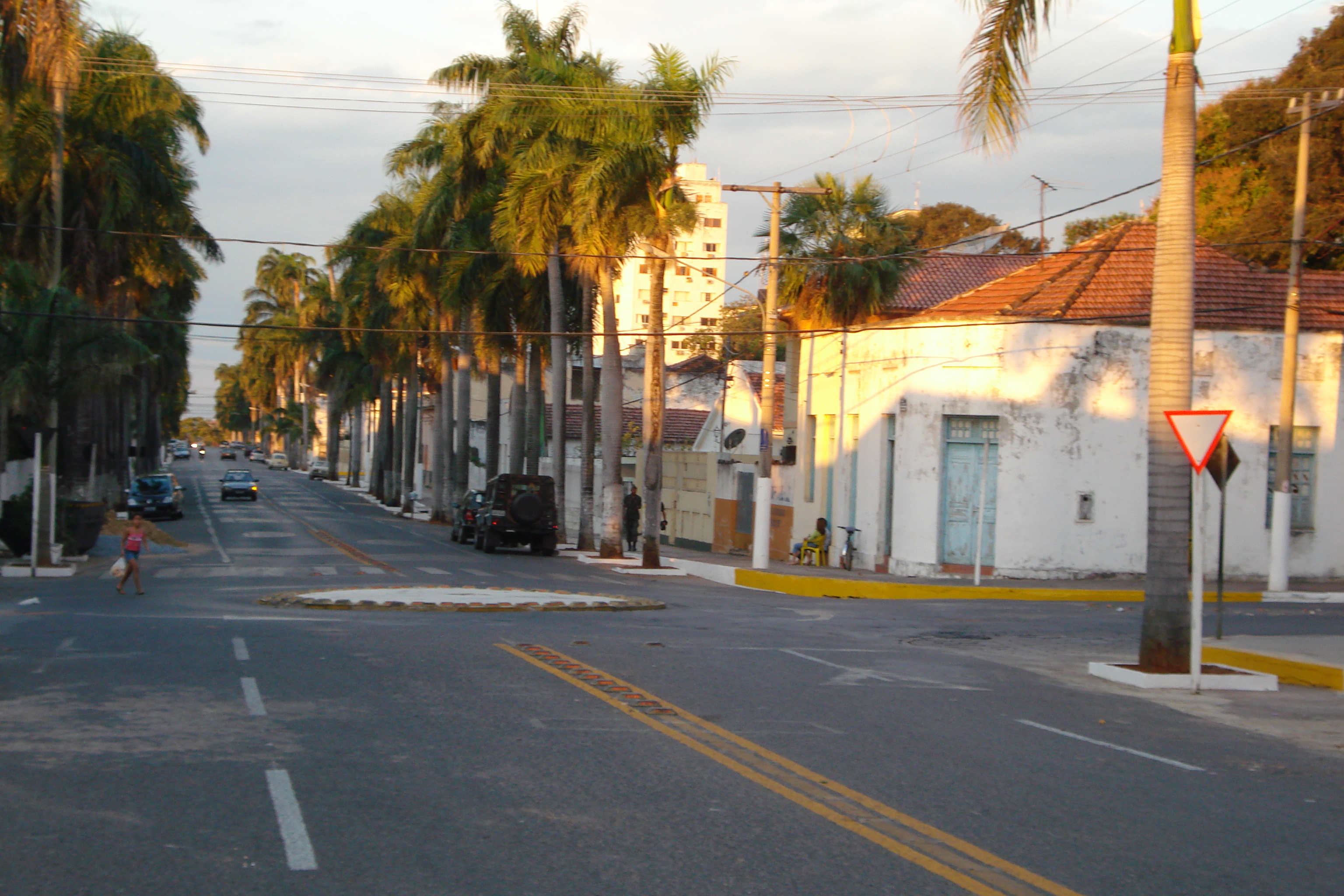
, segunda colocada

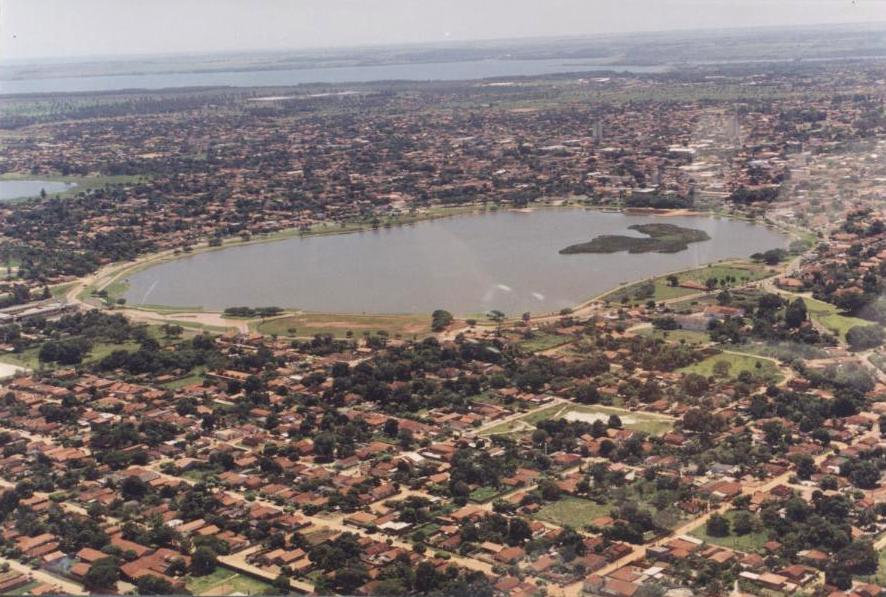
, quarta colocada

| Posição | Município                | PIB per capta (R$) |
| ------- | ------------------------ | ------------------ |
| 1       | Chapadão do Sul          | 34 715,60          |
| 2       | Corumbá                  | 31 305,95          |
| 3       | São Gabriel do Oeste     | 28 125,33          |
| 4       | Três Lagoas              | 27 741,38          |
| 5       | Rio Brilhante            | 27 471,19          |
| 6       | Costa Rica               | 25 922,39          |
| 7       | Água Clara               | 25 741,61          |
| 8       | Bataguassu               | 24 630,92          |
| 9       | Laguna Carapã            | 24 232,05          |
| 10      | Maracaju                 | 24 231,78          |
| 11      | Alcinópolis              | 23 354,97          |
| 12      | Ribas do Rio Pardo       | 22 472,14          |
| 13      | Nova Alvorada do Sul     | 21 687,89          |
| 14      | Santa Rita do Pardo      | 21 338,45          |
| 15      | Jateí                    | 21 314,00          |
| 16      | Angélica                 | 21 186,54          |
| 17      | Aral Moreira             | 20 673,85          |
| 18      | Antônio João             | 20 659,79          |
| 19      | Aparecida do Taboado     | 20 246,25          |
| 20      | Batayporã                | 19 738,52          |
| 21      | Figueirão                | 19 642,85          |
| 22      | Inocência                | 19 492,11          |
| 23      | Taquarussu               | 19 429,94          |
| 24      | Rochedo                  | 19 238,68          |
| 25      | Caarapó                  | 18 950,65          |
| 26      | Bodoquena                | 18 533,24          |
| 27      | Selvíria                 | 18 463,35          |
| 28      | Dourados                 | 18 074,64          |
| 29      | Brasilândia              | 18 071,59          |
| —       | média estadual           | 17 765,68          |
| 30      | Campo Grande             | 17 625,73          |
| 31      | Bandeirantes             | 17 517,25          |
| 32      | Camapuã                  | 17 312,86          |
| 33      | Sonora                   | 17 110,01          |
| 34      | Nova Andradina           | 16 911,16          |
| 35      | Naviraí                  | 16 842,64          |
| 36      | Porto Murtinho           | 16 634,11          |
| 37      | Sidrolândia              | 16 369,07          |
| 38      | Pedro Gomes              | 16 000,48          |
| 39      | Cassilândia              | 15 732,37          |
| 40      | Paranaíba                | 14 960,29          |
| 41      | Juti                     | 14 892,71          |
| 42      | Coxim                    | 14 785,24          |
| 43      | Caracol                  | 14 770,30          |
| 44      | Corguinho                | 14 639,38          |
| 45      | Iguatemi                 | 14 497,05          |
| 46      | Itaporã                  | 14 463,70          |
| 47      | Eldorado                 | 14 244,16          |
| 48      | Jaraguari                | 13 881,36          |
| 49      | Anaurilândia             | 13 664,38          |
| 50      | Mundo Novo               | 13 471,66          |
| 51      | Novo Horizonte do Sul    | 13 441,20          |
| 52      | Itaquiraí                | 13 393,55          |
| 53      | Rio Verde de Mato Grosso | 13 026,30          |
| 54      | Vicentina                | 12 947,96          |
| 55      | Ivinhema                 | 12 883,01          |
| 56      | Ponta Porã               | 12 438,30          |
| 57      | Terenos                  | 12 413,49          |
| 58      | Bonito                   | 12 247,28          |
| 59      | Aquidauana               | 11 650,19          |
| 60      | Guia Lopes da Laguna     | 11 390,43          |
| 61      | Bela Vista               | 11 051,70          |
| 62      | Rio Negro                | 11 035,48          |
| 63      | Amambai                  | 10 921,12          |
| 64      | Nioaque                  | 10 695,20          |
| 65      | Tacuru                   | 10 488,67          |
| 66      | Dois Irmãos do Buriti    | 10 402,47          |
| 67      | Deodápolis               | 10 359,95          |
| 68      | Douradina                | 10 197,99          |
| 69      | Jardim                   | 10 197,41          |
| 70      | Miranda                  | 10 036,20          |
| 71      | Glória de Dourados       | 10 001,02          |
| 72      | Sete Quedas              | 9 771,37           |
| 73      | Fátima do Sul            | 9 447,51           |
| 74      | Anastácio                | 8 803,84           |
| 75      | Ladário                  | 6 927,77           |
| 76      | Coronel Sapucaia         | 6 807,30           |
| 77      | Paranhos                 | 6 575,57           |
| 78      | Japorã                   | 5 993,15           |
| —       | Paraíso das Águas        | —                  |